# Szczaw alpejski
Szczaw alpejski (Rumex alpinus L.) – gatunek rośliny należący do rodziny rdestowatych (Polygonaceae).

## Rozmieszczenie geograficzne
Pierwotny obszar naturalnego zasięgu tego gatunku obejmował góry Azji (Armenia, Azerbejdżan, Gruzja, Turcja) i Europy (Albania, Austria, Bułgaria, Czechosłowacja, Grecja, Francja, Hiszpania, Jugosławia, Niemcy, Polska, Szwajcaria, Włochy), później rozprzestrzenił się w Anglii i krajach skandynawskich, a także w Ameryce Północnej (USA). W Polsce występuje w wyższych położeniach Sudetów (m.in. Karkonosze, Góry Orlickie, Góry Bystrzyckie, Masyw Śnieżnika) i Karpat (od Beskidu Żywieckiego przez Tatry po Bieszczady).

## Morfologia

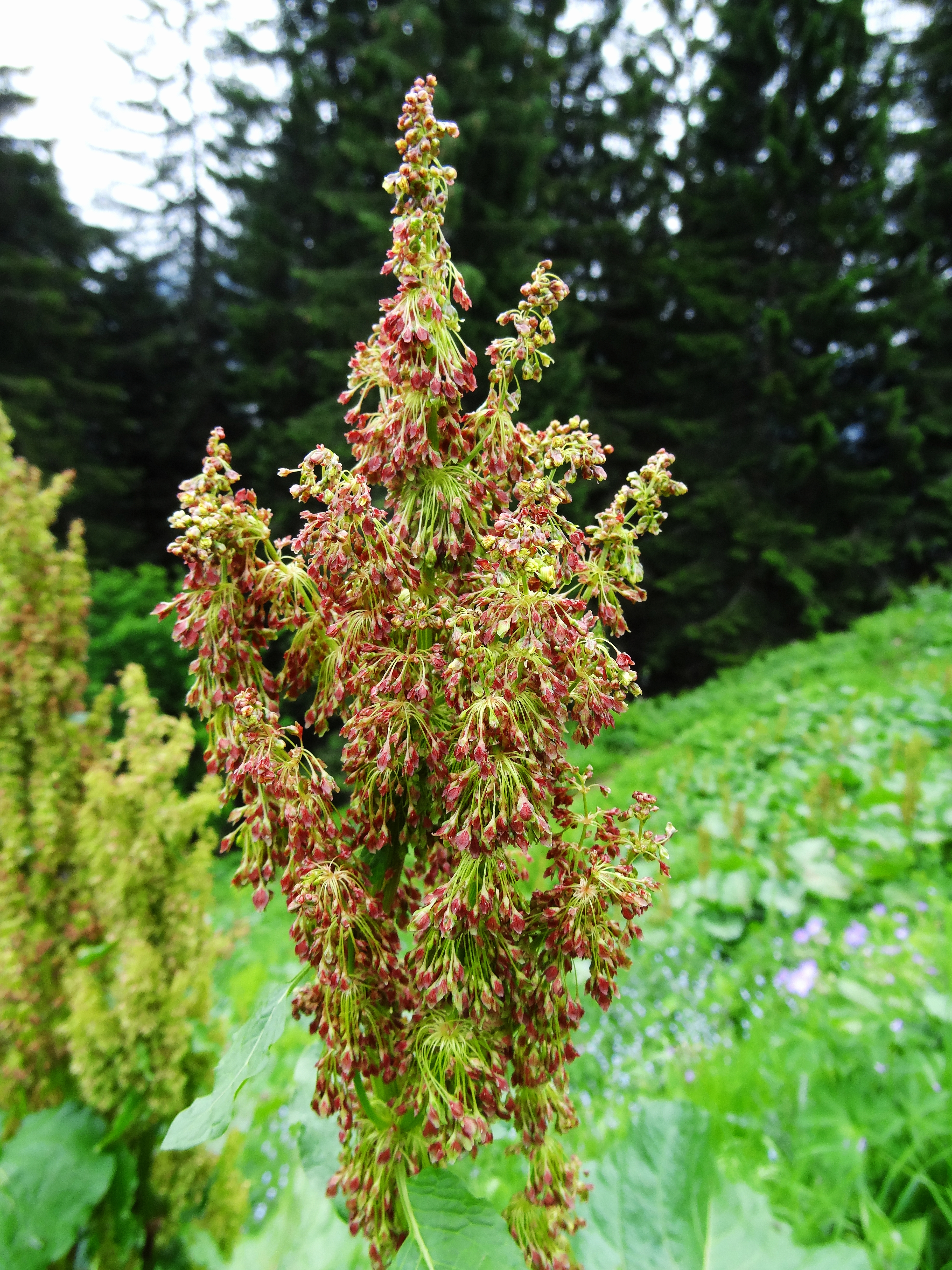
Kwiatostan

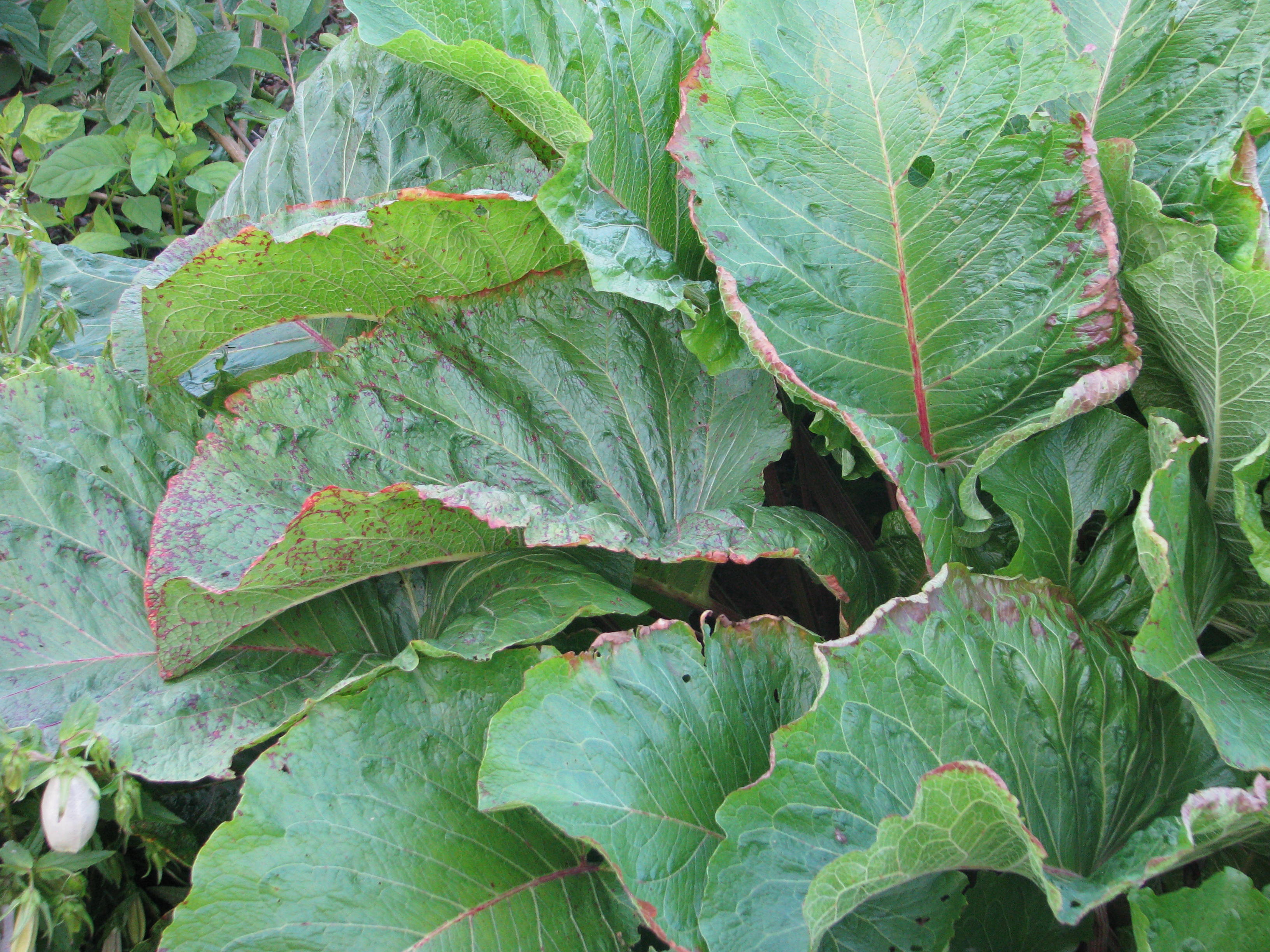
Liście

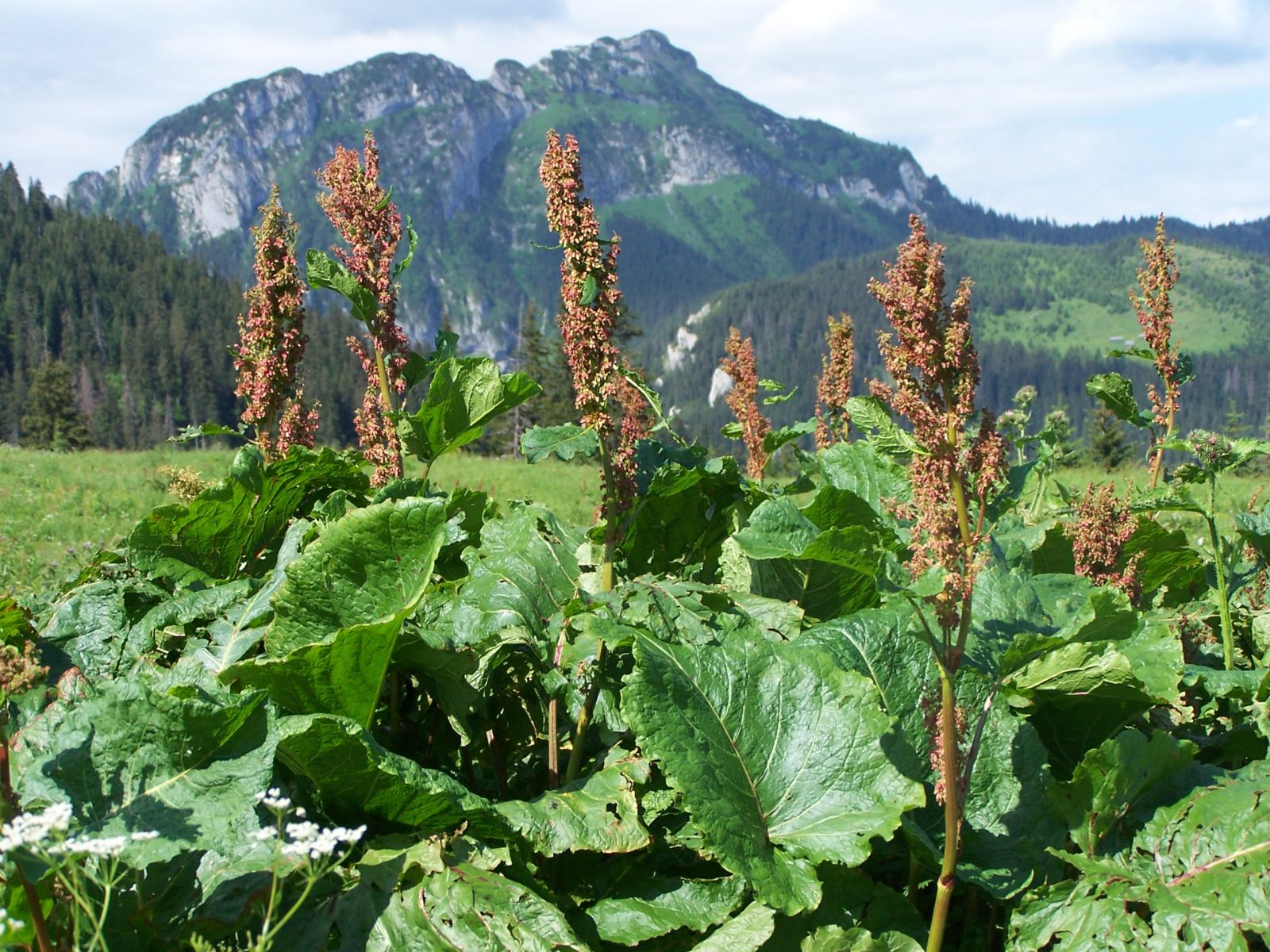
Pokrój

PokrójRoślina z przyziemną rozetą liści. Pod ziemią z poziomym kłączem.
ŁodygaTęga, żeberkowana, osiąga wysokość 1–2 m.
LiścieOdziomkowe duże, z długim ogonkiem, górą rynienkowatym. Blaszka liściowa szerokojajowata, z sercowatą nasadą. Liście łodygowe drobne, z długą białawą gatką. Na brzegach są faliste, na spodniej stronie przy nerwach nieco omszone.
KwiatyZebrane w gęsty kwiatostan na szczycie łodygi. Wewnętrzne listki okwiatu zaostrzone, bez guzków.
OwoceRozwijają się na długich, górą silnie nabrzmiałych szypułkach.

## Biologia i ekologia
- Rozwój: bylina. Kwitnie od czerwca do sierpnia.
- Siedlisko: roślina górska, występuje w położeniach górskich zwykle na wysokościach 1200–2600 m n.p.m. Gatunek azotolubny, występuje najczęściej na halach i łąkach górskich w miejscach nadmiernie przenawożonych na skutek wypasu zwierząt.
- W klasyfikacji zbiorowisk roślinnych gatunek charakterystyczny dla związku (All.) Rumicion alpini[5].
- Tworzy mieszańce ze szczawiem tępolistnym[6].

## Znaczenie
- Jest uciążliwym chwastem pastwiskowym[7].
- Bywa stosowany w medycynie ludowej